# Breithauptit
Breithauptit eller Antimonnicken (kemisk formel NiSb) är ett metalliskt ogenomskinligt kopparrött mineral som kristalliserar i det hexagonala - dihexagonala dipyramidala kristallsystemet. Den är isomorf med magnetkis och nickelin, vanligen i täta kopparröda aggregat med rödbruna streck. Den är vanligtvis massiv till reniform i formen, men observeras som tabellformade kristaller. Den har en Mohs hårdhet på 3,5 till 4 och en specifik vikt på 8,23. Breithauptit förekommer sparsamt i malmgångar med andra antimonmineral och i hydrotermiska kalcitvener tillsammans med kobolt-nickel-silvermalmer.
Den beskrevs första gången 1840 genom fynd från Harz, Niedersachsen, Tyskland, och 1845 i Cobalt- och Thunder Bay-distrikten i Ontario, Kanada. Den fick sitt namn för att hedra den sachsiske mineralogen Johann Friedrich August Breithaupt (1791–1873).

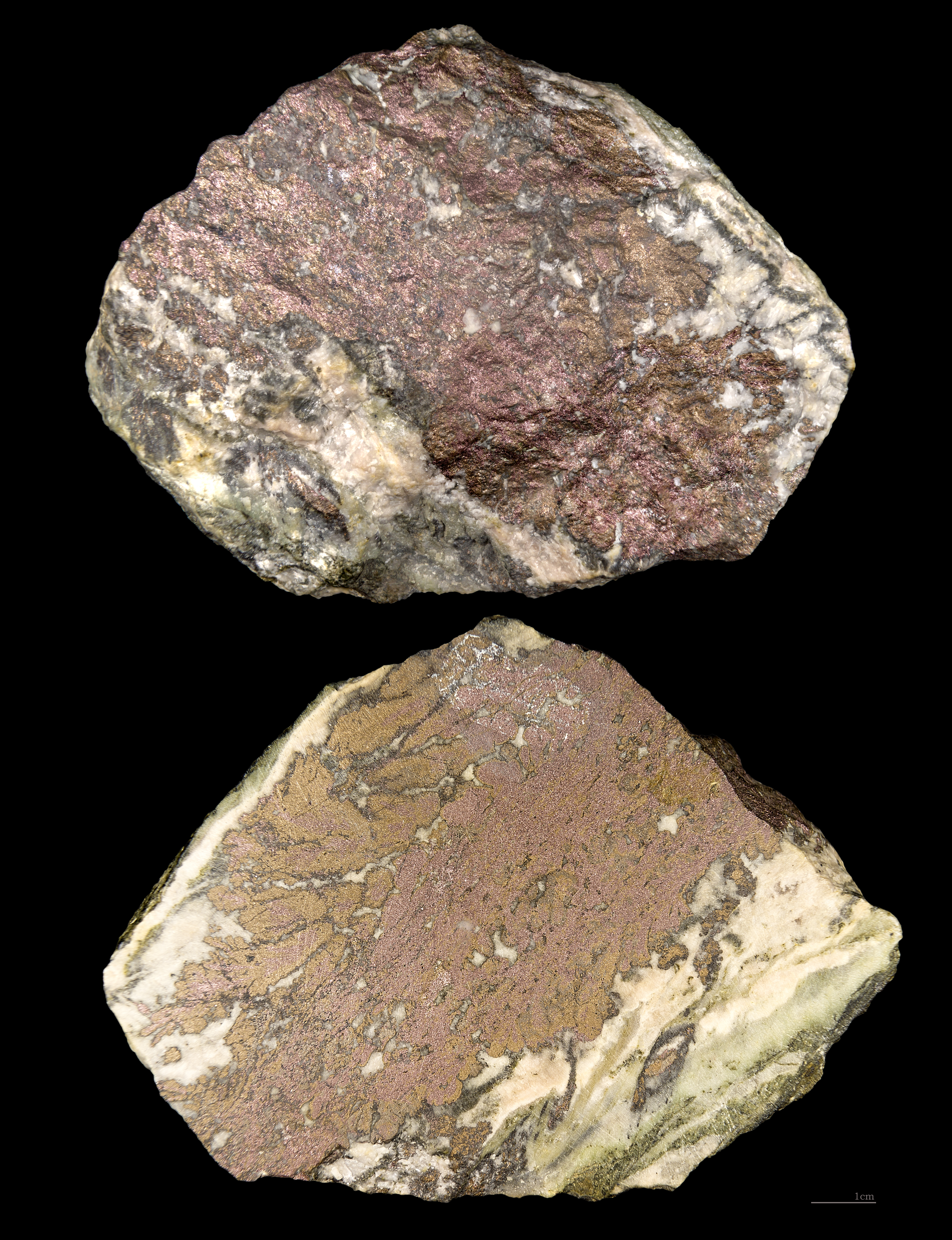
Massiv breithauptit med orange-brown nickelin and mindre kvarts från koboltområdet i Ontario, Kanada